# Grupo Rio Tinto
O Grupo Rio Tinto é um conglomerado anglo-australiano com escritório central em Londres, no Reino Unido. Produz minério de ferro, cobre, alumínio, carvão, dióxido de titânio, boro, talco, urânio e diamantes.
O grupo possui operações em mais de 20 países de cinco continentes: América do Norte, Oceania, América do Sul, África e Europa.

## História
A empresa britânica Rio Tinto Company foi formada para explorar minas de cobre no Rio Tinto, no sul da Espanha, e daí leva seu nome.
As operações de mineração da Espanha eram ineficientes e o governo era afetado por crises políticas e financeiras, o que o levou a vender as minas em 1873. Os compradores da mina foram liderados pela Matheson & Company de Hugh Matheson, que acabou formando um consórcio composto pelo Deutsche Bank (56% de propriedade), Matheson (24%) e a empresa de engenharia civil Clark, Punchard and Company (20%). 
Num leilão realizado pelo governo espanhol para vender a mina em 14 de fevereiro de 1873, o grupo venceu com uma oferta de 3,68 milhões de libras esterlinas. A proposta também especificava que a Espanha renunciaria permanentemente a qualquer direito de reivindicar royalties sobre a produção da mina. Após a compra da mina, o consórcio lançou a Rio Tinto Company, registrando-a em 29 de março de 1873.  
De 1877 a 1891, a Mina Rio Tinto foi a maior produtora mundial de cobre.
No final da década de 1880, o controle da empresa passou para a família Rothschild, que aumentou a escala das suas operações de mineração. 
A empresa teve grande sucesso financeiro até 1914, conspirando com outros produtores de pirita para controlar os preços de mercado. No entanto, a Primeira Guerra Mundial e as suas consequências eliminaram efetivamente os Estados Unidos como um mercado viável para as pirites europeias, levando a um declínio na proeminência da empresa. 
A incapacidade da empresa em diversificar durante este período levou ao lento declínio da empresa entre as empresas mineradoras internacionais. No entanto, isso mudou em 1925, quando Sir Auckland Geddes sucedeu Lord Alfred Milner como presidente. Geddes e a nova equipe de gestão que se instalou concentraram-se na diversificação da estratégia de investimento da empresa e na introdução de reformas organizacionais e de marketing. Geddes liderou a empresa numa série de joint ventures com clientes no desenvolvimento de novas tecnologias, bem como na exploração e desenvolvimento de novas minas fora de Espanha. 
Talvez o mais significativo tenha sido o investimento da empresa em minas de cobre na Rodésia do Norte (atual Zâmbia), que acabou por consolidar na Rhokana Corporation. Estes e posteriores esforços de diversificação permitiram eventualmente à empresa desinvestir na mina da Rio Tinto, em Espanha. Na década de 1950, o governo nacionalista de Franco tornou cada vez mais difícil a exploração dos recursos espanhóis em benefício de estrangeiros. A Rio Tinto Company, apoiada pelos seus investimentos internacionais, conseguiu alienar dois terços das suas operações espanholas em 1954 e o restante nos anos seguintes.
Em 1962, a Rio Tinto Company fundiu-se com a empresa australiana Consolidated Zinc para formar a Rio Tinto – Zinc Corporation (RTZ) e sua principal subsidiária, a Conzinc Riotinto of Australia (CRA).
As principais aquisições após a fusão da Consolidated Zinc incluíram US Borax, um grande produtor de bórax, comprado em 1968, Kennecott Utah Copper e os ativos de carvão da BP que foram comprados da BP em 1989, e uma participação de 70,7% no New South Operações da Coal & Allied no País de Gales, também em 1989. Em 1993, a empresa adquiriu a Nerco e os negócios de mineração de carvão dos Estados Unidos da Cordero Mining Company.
Em 2000, a Rio Tinto adquiriu a North Limited, uma empresa australiana com minas de minério de ferro e urânio, por US$ 2,8 bilhões.
Em 14 de novembro de 2007, a Rio Tinto concluiu sua maior aquisição até então, comprando a empresa canadense de alumínio Alcan por US$ 38,1 bilhões.
No dia 7 de novembro de 2007 a BHP Billiton, maior rival da Rio Tinto, tentou comprá-la - o que seria uma das maiores aquisições da história. No entanto, a Rio Tinto recusou a oferta.
Em outubro de 2013, a Rio Tinto concordou em vender a sua participação maioritária na terceira maior mina de carvão da Austrália à Glencore e à Sumitomo por pouco mais de um bilhão de dólares, como parte dos planos da empresa de se concentrar em operações maiores. Menos de um ano depois, a Rio Tinto rejeitou duas propostas de fusão da Glencore, apresentadas em julho e agosto de 2014; a fusão da Glencore e da Rio Tinto teria criado a maior empresa de mineração do mundo. 
Em março de 2022, a Rio Tinto concluiu a aquisição do projeto de lítio da Rincon Mining na Argentina por US$ 825 milhões, após aprovação do Conselho de Revisão de Investimento Estrangeiro da Austrália.
O Grupo Rio Tinto é uma empresa mista negociada tanto na Bolsa de Londres, onde é um componente do índice FTSE 100 e o Australian Securities Exchange, onde é um componente do índice S&P/ASX 200. Em 2007, a empresa foi avaliada em 147 bilhões de dólares.
Foi eleita pelo Great Place to Work Institute (GPTW) como uma das cem melhores empresas para se trabalhar no Brasil.

## Operações
A Rio Tinto está organizada principalmente em quatro negócios operacionais, divididos por tipo de produto:
- Minério de ferro[20]
- Alumínio - alumínio, bauxita e alumina[20]
- Cobre e Diamantes - cobre e subprodutos como ouro, prata, molibdênio e ácido sulfúrico, e os interesses diamantíferos da empresa[20]
- Energia & Minerais - interesses em urânio, minerais industriais como bórax, sal e dióxido de titânio. A corporação anteriormente detinha ativos de produção de carvão[20]

Os principais países de atuação da Rio Tinto são Austrália, Canadá, Estados Unidos, além da Europa.